# Szakhab
Szakhab – wieś w Syrii, w muhafazie Damaszek. W 2004 roku liczyła 252 mieszkańców.